# Fluen (dokumentarfilm)
 For alternative betydninger, se Fluen. (Se også artikler, som begynder med Fluen)
Fluen er en dansk dokumentarfilm fra 2003, der er instrueret af Anders Gustafsson efter eget manuskript. Filmen er udgivet på dvd i antologien Fodbolddrengen / Fluen / Zuma the puma.

## Handling
14-årige Julius Gottlieb er med sine 153 cm klassens mindste dreng. Men selvtilliden fejler ikke noget, for Julius er også let-fluevægt-bokser og Dansk Ungdomsmester i sin vægtklasse. Filmen følger Julius igennem et år med hans store lidenskab - boksning - som omdrejningspunkt. Den følger ham i bokseklubben, hvor Julius får afløb for sin energi og sine aggressioner, i skolen, hvor han kigger langt efter de mystiske piger, og til boksestævnerne, som han vinder i stor stil. Julius nærmer sig de 15 år, og han begynder langsomt at tage boksningen op til revision. Det er en hård sport, og Julius er bange for at blive hjerneskadet. Danmarksmesterskabet skal snart forsvares, men Julius føler ikke, at boksning er den leg, det var engang.